# Королиха (Усть-Кубинский район)
Королиха — деревня в Усть-Кубинском районе Вологодской области на реке Томаш.
Входит в состав Заднесельского сельского поселения (с 1 января 2006 года по 9 апреля 2009 года была центром Томашского сельского поселения), с точки зрения административно-территориального деления — центр Томашского сельсовета.
Расстояние до районного центра Устья по автодороге — 38 км, до центра муниципального образования Заднего по прямой — 12 км. Ближайшие населённые пункты — Игнатиха, Курьяниха, Помазиха, Шолохово, Желудково.
По переписи 2002 года население — 186 человек (91 мужчина, 95 женщин). Преобладающая национальность — русские (99 %).